# Miracle (album Céline Dion)
Miracle – wspólny projekt piosenkarki Céline Dion oraz fotografki dziecięcej Anne Geddes. Projekt obejmuje płytę CD z kołysankami oraz piosenkami o miłości wykonywanymi przez Dion oraz książkę Miracle:A Celebration od New Life w której znajdują się zdjęcia wykonane przez Anne Geddes. Ponadto w książeczce dołączonej do płyty CD każdemu utworowi zostało przyporządkowane jedno zdjęcie zrobione przez Anne Geddes.
Na albumie znajduje się kilka coverów klasycznych kompozycji takich jak What a Wonderful World Louisa Armstronga, Beautiful Boy Johna Lennona czy Lullaby Johannesa Brahmsa. Tytułowa kompozycja Miracle celebrująca narodziny syna Celine, René-Charlesa, została pierwotnie napisana na wydany w 2002 roku album A New Day Has Come, jednak ostatecznie nie znalazła się w jego programie. Na płycie znajduje się kilka utworów dostępnych na wcześniejszych wydawnictwach Dion tj. Brahm's Lullaby (These Are Special Times z 1998 roku), The First Time Ever I Saw Your Face (All the Way... A Decade of Song z 1999 roku) czy Je lui dirai (1 fille & 4 types z 2003 roku). Je lui dirai został umieszczony jako bonusowy utwór we francuskojęzycznych krajach oraz został w nich wydany jako singel radiowy. A Mother’s Prayer jest wersją solo znajdującej się na albumie These Are Special Times kompozycji The Prayer wykonywanej przez Celine wspólnie z Andreą Bocellim.
Z albumu nie wydano żadnego singla komercyjnego. Do żadnej piosenki wydanej w celach promocyjnych nie nakręcono teledysku. Pierwszym radiowym singlem promującym album był Beautiful Boy, następnie In Some Small Way. W tym samym czasie w brytyjskich oraz azjatyckich stacjach radiowych grany był tytułowy utwór Miracle.
Ponadto Celine wykonywała utwór The First Time Ever I Saw Your Face między marcem 2003 a sierpniem 2004 podczas swoich występów w ramach pokazów A New Day... w Ceasars Palace w Las Vegas. Podczas tego pokazu piosenkarka wykonywała także kompozycję In Some Small Way od grudnia 2004 do stycznia 2005. Z kolei utwory If I Wish oraz What a Wonderful World były stałymi punktami pokazu, wykonywanymi w trakcie wszystkich występów. Wykonania tych utworów na żywo znalazły się na wydanym w czerwcu 2004 roku koncertowym albumie A New Day... Live in Las Vegas, zaś na Miracle umieszczono ich wersje studyjne.

## Wersje albumu
- CD – wersja standardowa
- CD+DVD+booklet (Limited Edition) – płyta CD wraz z DVD na którym umieszczono krótki film dokumentujący powstawanie płyty Making of the CD oraz 60-stronicowy booklet
- Book+CD+DVD – 180-stronicowa książka w twardej oprawie Miracle: Celebration of New Life wraz z płytą CD oraz DVD z filmem dokumentującym powstawanie książki Making of the book

## Lista utworów
| #                                          | Tytuł                                                 | Autorzy                          | Czas trwania |
| ------------------------------------------ | ----------------------------------------------------- | -------------------------------- | ------------ |
| 1.                                         | Miracle                                               | S. Dorff, L. Thompson            | 3:38         |
| 2.                                         | Brahms' Lullaby                                       | J. Brahms                        | 3:32         |
| 3.                                         | If I Could                                            | K. Hirsch, M. Sharron, R. Miller | 4:47         |
| 4.                                         | Sleep Tight                                           | R. Page, J. Lind, J. Lahng       | 4:40         |
| 5.                                         | What a Wonderful World                                | G. D. Weiss, B. Thiele           | 3:48         |
| 6.                                         | My Precious One                                       | P. Astrom, S. Bentley            | 3:52         |
| 7.                                         | A Mother’s Prayer                                     | D. Foster, C. Bayer Sager        | 3:43         |
| 8.                                         | The First Time Ever I Saw Your Face                   | E. MacColl                       | 4:09         |
| 9.                                         | Baby Close Your Eyes                                  | C. Welsman, R. Musumarra         | 3:25         |
| 10.                                        | Come to Me                                            | B. Mahood, T. Wade               | 4:36         |
| 11.                                        | Le loup, la biche et le chevalier (une chanson douce) | M. Pon, H. Salvador              | 3:14         |
| 12.                                        | Beautiful Boy                                         | J. Lennon                        | 3:53         |
| 13.                                        | In Some Small Way                                     | R. Page, D. Tyson                | 5:06         |
| Utwór bonusowy na francuskiej edycji płyty |                                                       |                                  |              |
| 14.                                        | Je lui dirai                                          | J.J. Goldman                     | 3:57         |

## Certyfikaty i sprzedaż
| Kraj              | Certyfikat      | Sprzedaż  | Najwyższa pozycja |
| ----------------- | --------------- | --------- | ----------------- |
| Australia         | -               | -         | 15                |
| Austria           | -               | -         | 34                |
| Belgia (Flandria) | -               | -         | 13                |
| Belgia (Walonia)  | złota płyta     | 25 000    | 1                 |
| Brazylia          | -               | 20 500    | -                 |
| Europa            | -               | 400 000   | 6                 |
| Francja           | złota płyta     | 132 000   | 4                 |
| Grecja            | -               | -         | 9                 |
| Japonia           | -               | 10 000    | 168               |
| Kanada            | -               | 125 000   | 1                 |
| Niemcy            | -               | -         | 34                |
| Polska            | -               | 10 000    | 15                |
| Portugalia        | -               | 6 000     | 19                |
| Stany Zjednoczone | platynowa płyta | 1 000 000 | 4                 |
| Szwajcaria        | złota płyta     | 20 000    | 6                 |
| Wielka Brytania   | złota płyta     | 110 000   | 5                 |
| Włochy            | złota płyta     | 50 000    | 15                |